# Lange Veerstraat
De Lange Veerstraat is een straat in de Noord-Hollandse stad Haarlem. De straat is gelegen in het stadsdeel Haarlem-Centrum, wijk Oude Stad en de buurt Binnenstad. De straat loopt vanaf de kruising met de Oude Groenmarkt, het Klokhuisplein en de Damstraat bij de Grote of St.-Bavokerk in zuidelijke richting naar de Kleine Houtstraat waarin de straat ter hoogte van de Anegang in overloopt.
De Korte Veerstraat verbindt de straat met het Spaarne.
Aan de straat liggen zo’n elf monumenten waaronder zes rijksmonumenten waaronder een rijksmonumentaal hoekpand, dat is gebouwd in opdracht van het voormalige warenhuis Vroom & Dreesman. Op nummer 24 bevindt zich de hoofdingang met poort van het Hofje In den Groenen Tuin.